# Nitroglicerina
La nitroglicerina és un explosiu molt inestable, de fórmula C₃H₅N₃O9. És una molècula de glicerina (C₃H₅(OH)₃) en què s'han substituït tres àtoms d'hidrogen amb tres grups nitro (NO₂): C₃H₅(O(NO₂))3. La seva composició fa que cremi molt ràpidament fent una gran explosió segons la reacció següent:
4C₃H₅N₃O9 → 6N₂ + 12CO + 10H₂O + 7O₂